# Peter Stetina
Peter Stetina (Boulder, Estados Unidos, 8 de agosto de 1987) es un ciclista estadounidense.
Debutó como profesional en 2006 con el equipo continental TIAA-CREF, después el equipo subió de categoría y paso a llamarse Team Slipstream, en donde permaneció hasta 2007. Después pasaría dos temporadas en el equipo amateur VMG/Felt U23. En 2010 volvió al equipo donde debutó, sin embargo este ya había cambiado su nombre a Garmin-Transitions. En el Giro de Italia 2011 tuvo una destacada actuación, finalizando tercero en la clasificación de los jóvenes.
El 6 de noviembre de 2019 anunció que dejaba la modalidad de ruta para dedicarse al gravel tras no encontrar ningún equipo que le permitiera compaginar ambas disciplinas.

## Palmarés
2017
- 1 etapa de la Cascade Cycling Classic

## Resultados en Grandes Vueltas y Campeonatos del Mundo
| Carrera         | Carrera         | 2010 | 2011 | 2012 | 2013 | 2014 | 2015 | 2016 | 2017 | 2018 | 2019 |
| --------------- | --------------- | ---- | ---- | ---- | ---- | ---- | ---- | ---- | ---- | ---- | ---- |
|                 | Giro de Italia  | —    | 22.º | 27.º | 52.º | —    | —    | —    | 46.º | —    | —    |
|                 | Tour de Francia | —    | —    | —    | —    | 35.º | —    | 46.º | —    | —    | —    |
|                 | Vuelta a España | —    | —    | —    | —    | —    | —    | —    | 31.º | —    | 28.º |
| Mundial en Ruta | Mundial en Ruta | —    | —    | —    | 37.º | —    | —    | —    | —    | Ab.  | —    |

—: no participa

Ab.: abandono

## Equipos
- TIAA-CREF/Slipstream (2006-2007)
  - TIAA-CREF (2006)
  - Team Slipstream (2007)
- Garmin (2010-2013)
  - Garmin-Transitions (2010)
  - Garmin-Cervélo (2011)
  - Garmin-Sharp (2012-2013)
- BMC Racing Team (2014-2015)
- Trek-Segafredo (2016-2019)